# Iain Duncan Smith
Iain Duncan Smith (ur. 9 kwietnia 1954 w Edynburgu) – brytyjski polityk. W latach 2001–2003 lider Partii Konserwatywnej i Opozycji. W gabinecie Davida Camerona minister pracy i emerytur (2010–2016). Poseł do Izby Gmin od 1992.

## Wczesne lata życia
Jest synem oficera RAF-u z czasów II wojny światowej W.G.G. Duncana Smitha i Pameli, baleriny. Duncan Smith odebrał wykształcenie w szkole marynarski HMS Conway, gdzie grał w szkolnej drużynie rugby. Następnie uczęszczał do Royal Military Academy w Sandhurst. Jako nastolatek przeszedł na katolicyzm. W 1975 rozpoczął służbę wojskową w Scots Guards. W jej szeregach służył przez 6 lat, m.in. w Rodezji i Irlandii Północnej.
Po wystąpieniu z wojska zapisał się do Partii Konserwatywnej i rozpoczął pracę w General Electric Company (1981). W 1982 poślubił Elizabeth Fremantle, córkę lorda Cottesloe. Doczekał się z nią czworga dzieci.

## Początki kariery politycznej
W 1987 startował bez powodzenia w zdominowanym przez laburzystów okręgu Bradford West. W 1992 uzyskał mandat parlamentarny z okręgu Chingford, zastępując w tym okręgu Normana Tebbita. Od 1997 r. reprezentuje okręg wyborczy Chingford and Woodford Green.
Jako eurosceptyk często sprzeciwiał się poczynaniom konserwatywnego gabinetu Johna Majora. Po porażce w wyborach parlamentarnych w 1997 lider opozycji William Hague powołał go do gabinetu cieni jako ministra zabezpieczenia socjalnego. W 1999 został opozycyjnym ministrem obrony. Kiedy po porażce w wyborach 2001 do dymisji podał się Hague, Duncan Smith został wybrany na nowego lidera Partii Konserwatywnej. Poparcia udzieliła mu m.in. była premier Margaret Thatcher.

## Na czele Partii Konserwatywnej
Duncan Smith nie sprawdził się jako przywódca. Deputowani zarzucali mu, że nie potrafił przywrócić konserwatystom wiary w zwycięstwo w kolejnych wyborach oraz brak charyzmy. Ponadto w 2002 dziennikarz Michael Crick ogłosił, że Duncan Smith skłamał w swoim CV, twierdząc iż ukończył studia na Uniwersytecie w Perugii, podczas gdy w rzeczywistości uczęszczał na Uniwersytet dla Cudzoziemców w Perugii, który w tym czasie nie przyznawał tytułów naukowych. Rok później ten sam dziennikarz ujawił, że lider torysów płacił z pieniędzy publicznych swojej żonie, która nie wykonywała żadnej pracy w jego sekretariacie.
W 2002 Duncan Smith próbował zmienić swój wizerunek i przedstawić się wyborcom i członkom partii jako silny przywódca, ale te próby nie przyniosły zamierzonego efektu. W 2003 grupa konserwatywnych deputowanych zaczęła domagać się głosowania nad wotum nieufności dla swojego lidera. Duncan Smith odmówił podania się do dymisji i 29 października 2003 doszło do głosowania. Za wotum nieufności opowiedziało się 90 deputowanych, przeciw było 75. Duncan Smith zrezygnował ze stanowiska 8 dni później, kiedy nowym liderem został Michael Howard.

## Dalsza kariera
Po utracie stanowiska Duncan Smith założył centroprawicowy think tank Centre for Social Justice. Kiedy liderem konserwatystów został David Cameron, Duncan Smith rychło stał się jednym z jego najważniejszych doradców w kwestiach gospodarczych. W 2007 nawoływał do wycofania wojsk brytyjskich z Afganistanu i skoncentrowania militarnych wysiłków w Iraku. Duncan Smith jest zwolennikiem kary śmierci oraz przeciwnikiem aborcji i adopcji dzieci przez pary homoseksualne.
W 2010 Partia Konserwatywna wygrała wybory parlamentarne i utworzyła koalicyjny rząd z Liberalnymi Demokratami. Duncan Smith objął w nim stanowisko ministra pracy i emerytur. Zachował ten urząd również po wyborach z 2015 roku, w których konserwatyści zdobyli samodzielną większość. Był ministrem do 18 marca 2016. Zastąpił go Stephen Crabb.